# Евгений Немодрук
Евгений Немодрук (среща се и като Евгений Немодруг и Евген Немодруг) е бивш украински вратар, известен с изявите си в българското футболно първенство.

## Кариера
Започва кариерата си в тима на Черноморец (Одеса). Там обаче играе предимно за дублиращия тим, а за първия състав записва едва 2 срещи. През 1995 г. преминава в Нива (Динница), а след това пази и за Нива (Динница). В периода 1997/1999 г. е страж на молдовския Шериф Тираспол. През 1999 г. обаче Шериф привлича друг украинец - Сергей Перхун и Немодрук напуска тима. Известно време Евгений пази за Дунав (Русе) в Б група. Впоследствие стражът преминава в столичния ЦСКА. Немодруг става първият чужденец, пазил за „червените“. Той дебютира на 6 май 2000 г. в мач с Шумен, спечелен с 4:0. Макар формата на украинеца да е далеч от най-добрата, той известно време е титуляр за „армейците“ и записва 23 мача в А група. През 2001 г. преминава в Славия и записва 8 мача. Немодрук губи титуярното си място под рамката на „белите“ от македонския национал Яне Николовски в началото на 2002 г.
След като напуска Славия, Немодрук се завръща в Украйна, а през 2005 г. завършва кариерата си във Виетнам. След края на кариерата си работи като юношески треньор и треньор на вратарите в Черноморец (Одеса). 